# Milă marină

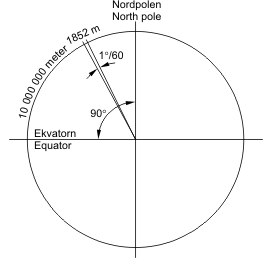
Definirea milei marine

Mila marină sau mila nautică, (sau mila maritimă, expresie folosită mai mult în Republica Moldova), simbolurile fiind MM/MN sau mm/mn, este o unitate de măsură de proveniență anglo-saxonă utilizată în marină și în aviație. Mila marină internațională măsoară 1852 metri. Este o unitate de măsură ce nu este de tipul celor ce formează mărimile fundamentale ori derivate ale Sistemului Internațional, deși este un multiplu exact al metrului. 
Unitatea de măsură pentru lungimi, egală cu a zecea parte dintr-o milă marină, poartă denumirea de cablu sau ancablură (din franceză encablure ) reprezentând o lungime de cablu de 185,2 m, aceasta fiind lungimea tradițională a parâmelor manufacturate în fabricile de frânghii pentru veliere.
În secolele XVII-XIX, când veliere circulau în convoaie exista pericolul să se ciocnească, dacă navigau prea aproape, dar nu-și puteau da ajutor dacă erau prea distanțate. De aceea păstrau o distanță cât mai apropiată de un cablu / o ancablură.

## Standardizarea valorii milei marine
În 1929, prima Conferință hidrografică internațională extraordinară (franceză Conférence hydrographique internationale extraordinaire), ținută în Monaco, a fixat valoarea milei marine la exact 1852 de metri, ceea ce corespunde exact unui minut de arc, adică a 1/60 dintr-un grad al meridianului de longitudine zero, măsurat exact la intersecția acestuia cu ecuatorul terestru.
Înaintea acelei date, importante pentru clarificarea valorii sale, mila marină era folosită într-un interval de valori ce oscilau larg între aproximativ 6067 de picioare, dacă minutul de arc al meridianului era măsurat la poli, și aproximativ 6087 de picioare, dacă minutul de arc al meridianului era măsurat la ecuator.  Astfel, mila marină britanică era definită de valoarea a „exact 6080 picioare” ce corespunde exact la 1853,184 metri, lungimea aproximativă a unui minut de arc al meridianului de longitudine zero la latitudinea Canalului Mânecii. Simbolul acestei mile este Mm.

## Alte "mile" folosite
Mila geografică (engleză geographical mile) a fost definită în aceeași manieră, dar valoarea sa imperială (britanică) a fost fixată la exact 6082 picioare, corespunzând la exact 1853,7936 metri. 
Exista, de asemenea, și o așa numită milă telegrafică, a cărei valoare fusese stabilită la 6087 picioare, corespunzând valorii exacte de 1855,3176 metri, această valoare fiind o aproximare destul de bună a unui minut de arc al ecuatorului.

## Alte remarci
- De remarcat este faptul că de valoarea milei marine se leagă și valoarea vitezei de deplasare a vaselor pe ape. Astfel, un nod (engleză knot, simbol uzual kn/kt) corespunde unei viteze medii de o milă marină pe oră.

- Întrucât mila marină se găsește ca o diviziune a sistemului sexagesimal de împărțire a meridianelor în unități și subunități de măsurare ale acestora, este foarte probabil că este o unitate derivată și/sau moștenită de la civilizația sumeriană, având o vechime posibilă de folosire între 5000 și 7000 de ani.